# ويلارد هيل
ويلارد هيل (بالإنجليزية: Willard Hill) هو رابر أمريكي، ولد في 8 يونيو 1982 في أتلانتا في الولايات المتحدة.

## وصلات خارجية
- ويلارد هيل على موقع ميوزك برينز (الإنجليزية)

- الموقع الرسمي